# Diostracus mchughi
Diostracus mchughi är en tvåvingeart som beskrevs av Harmston 1966. Diostracus mchughi ingår i släktet Diostracus och familjen styltflugor.
Artens utbredningsområde är Oregon. Inga underarter finns listade i Catalogue of Life.